# Leichtathletik-Weltmeisterschaften 2022/Teilnehmer (Finnland)
| Goldmedaillen | Silbermedaillen | Bronzemedaillen |
| ------------- | --------------- | --------------- |
| —             | —               | —               |

Der Leichtathletikverband von Finnland nahm an den Leichtathletik-Weltmeisterschaften 2022 in Eugene teil. 36 Athletinnen und Athleten wurden vom finnischen Verband nominiert.

## Ergebnisse

### Männer

#### Laufdisziplinen
| Athlet              | Disziplin        | Vorlauf     | Vorlauf | Halbfinale | Halbfinale | Finale       | Finale |
| Athlet              | Disziplin        | Zeit        | Platz   | Zeit       | Platz      | Zeit         | Platz  |
| ------------------- | ---------------- | ----------- | ------- | ---------- | ---------- | ------------ | ------ |
| Elmo Lakka          | 110 m Hürden     | 13,91 s     | 07      | DNQ        | DNQ        | –            | –      |
| Topi Raitanen       | 3000 m Hindernis | 8:43,01 min | 13      | DNQ        | DNQ        | –            | –      |
| Aleksi Ojala        | 20 km Gehen      |             |         |            |            | 1:23:40 h    | 20     |
| Aleksi Ojala        | 35 km Gehen      |             |         |            |            | 2:28:22 h NR | 13     |
| Veli-Matti Partanen | 35 km Gehen      |             |         |            |            | DQ           | DQ     |

#### Sprung/Wurf
| Athlet          | Disziplin      | Qualifikation | Qualifikation | Finale     | Finale |
| Athlet          | Disziplin      | Weite/Höhe    | Platz         | Weite/Höhe | Platz  |
| --------------- | -------------- | ------------- | ------------- | ---------- | ------ |
| Tommi Holttinen | Stabhochsprung | 5,50 m        | 22            | DNQ        | DNQ    |
| Mikko Paavola   | Stabhochsprung | 5,50 m        | 19            | DNQ        | DNQ    |
| Kristian Pulli  | Weitsprung     | 7,56 m        | 26            | DNQ        | DNQ    |
| Aaron Kangas    | Hammerwurf     | 69,69 m       | 27            | DNQ        | DNQ    |
| Tuomas Seppänen | Hammerwurf     | 72,81 m       | 23            | DNQ        | DNQ    |
| Lassi Etelätalo | Speerwurf      | 80,03 m       | 12            | 82,70 m SB | 06     |
| Oliver Helander | Speerwurf      | 82,41 m       | 06            | 82,24 m    | 08     |
| Toni Keränen    | Speerwurf      | 78,52 m       | 18            | DNQ        | DNQ    |

### Frauen

#### Laufdisziplinen
| Athletin            | Disziplin    | Vorlauf     | Vorlauf | Halbfinale | Halbfinale | Finale       | Finale |
| Athletin            | Disziplin    | Zeit        | Platz   | Zeit       | Platz      | Zeit         | Platz  |
| ------------------- | ------------ | ----------- | ------- | ---------- | ---------- | ------------ | ------ |
| Anniina Kortetmaa   | 200 m        | 23,51 s     | 07      | DNQ        | DNQ        | –            | –      |
| Eveliina Määttänen  | 800 m        | 2:02,68 min | 06      | DNQ        | DNQ        | –            | –      |
| Nathalie Blomqvist  | 1500 m       | 4:11,98 min | 12      | DNQ        | DNQ        | –            | –      |
| Camilla Richardsson | 5000 m       | DNF         | DNF     | DNQ        | DNQ        | –            | –      |
| Alisa Vainio        | Marathon     |             |         |            |            | 2:30:29 h    | 16     |
| Reetta Hurske       | 100 m Hürden | 13,09 s     | 04      | 13,15 s    | 08         | DNQ          | DNQ    |
| Viivi Lehikoinen    | 400 m Hürden | 54,95 s     | 03      | 54,60 s NR | 06         | DNQ          | DNQ    |
| Kristiina Halonen   | 400 m Hürden | 56,68 s PB  | 05      | DNQ        | DNQ        | –            | –      |
| Enni Nurmi          | 20 km Gehen  |             |         |            |            | 1:37:29 h    | 29     |
| Tiia Kuikka         | 35 km Gehen  |             |         |            |            | DQ           | DQ     |
| Elisa Neuvonen      | 35 km Gehen  |             |         |            |            | 2:57:42 h NR | 20     |

#### Sprung/Wurf
| Athletin         | Disziplin      | Qualifikation | Qualifikation | Finale     | Finale |
| Athletin         | Disziplin      | Weite/Höhe    | Platz         | Weite/Höhe | Platz  |
| ---------------- | -------------- | ------------- | ------------- | ---------- | ------ |
| Ella Junnila     | Hochsprung     | 1,86 m        | 18            | DNQ        | DNQ    |
| Sini Lällä       | Hochsprung     | 1,86 m        | 21            | DNQ        | DNQ    |
| Heta Tuuri       | Hochsprung     | 1,86 m        | 21            | DNQ        | DNQ    |
| Saga Andersson   | Stabhochsprung | 4,35 m        | 16            | DNQ        | DNQ    |
| Elina Lampela    | Stabhochsprung | 4,20 m        | 26            | DNQ        | DNQ    |
| Wilma Murto      | Stabhochsprung | 4,50 m        | 01            | 4,60 m SB  | 06     |
| Kristiina Mäkelä | Dreisprung     | 14,48 m PB    | 04            | 14,18 m    | 09     |
| Senni Salminen   | Dreisprung     | 14,21 m       | 14            | DNQ        | DNQ    |
| Salla Sipponen   | Diskuswurf     | 57,16 m       | 26            | DNQ        | DNQ    |
| Suvi Koskinen    | Hammerwurf     | 67,98 m       | 23            | DNQ        | DNQ    |
| Silja Kosonen    | Hammerwurf     | 72,15 m       | 07            | 70,81 m    | 07     |
| Krista Tervo     | Hammerwurf     | 73,83 m       | 03            | 69,04 m    | 10     |
| Sanne Erkkola    | Speerwurf      | 52,04 m       | 26            | DNQ        | DNQ    |